# Carinotetraodon irrubesco
Carinotetraodon irrubesco es una especie de peces de la familia Tetraodontidae en el orden de los Tetraodontiformes.

## Morfología
- Los machos pueden llegar alcanzar los 4,4 cm de longitud total.
- Número de  vértebras: 16-17.[1]

## Hábitat
Es un pez de agua dulce y de clima tropical.

## Distribución geográfica
Se encuentran en Asia:  cuencas de los ríos Banjuasin (Sumatra) y  Sambao (Kalimantan Occidental,  Indonesia ).

## Observaciones
Es inofensivo para los humanos.